# Émilie Harnichard
Émilie Harnichard, née le 21 juin 1973, est une judokate française.

## Biographie
Aux Championnats d'Europe par équipes de judo, elle est médaillée d'or en 2003. Au niveau national, elle est sacrée championne de France des moins de 52 kg en 1999 et en 2002.